# Benedetto Pistrucci

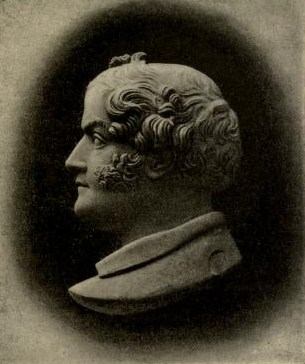
Portretul lui Benedetto Pistrucci pe o camee creată de fiica sa, Maria Elisa Pistrucci, cca 1850

Benedetto Pistrucci (n. Roma, 29 mai 1783 – d. Windsor 16 septembrie 1855) a fost un medalist italian stabilit în Anglia.

## Biografie
Născut în Italia, la Roma, la 29 mai 1783, Benedetto Pistrucci s-a stabilit la Londra în 1815 și a început să lucreze la Royal Mint, monetăria britanică, în calitate de incizor. Cea mai cunoscută lucrare a sa este reprezentarea Sfântului Gheorghe călare, răpunând balaurul, imagine folosită pe reversul monedei britanice de aur cunoscută sub numele de Sovereign, precum și pe coroana emisă din 1818 până în prezent.
Pistrucci a gravat și alte multe monede, medalii și medalioane, între carte faimoasa «Medalie Waterloo» (în engleză Waterloo Medal), care a fost bătută timp de peste treizeci de ani.
Pistrucci nu voia să copieze lucrările altor artiști și incizori, dorind să creeze doar lucrări originale. Din cauza originii sale italiene nu a fost recunoscut ca șef al monetăriei britanice, fiind în rivalitate cu alți incizori între care era și Wyon. 
Benedetto Pistrucci a murit la Windsor, în  16 septembrie 1855. A fost înmormântat la Virginia Water, Surrey, Anglia.

## Galerie de imagini

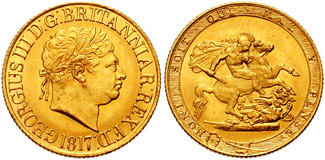
Regele George al III-lea, pe aversul unui Sovereign din 1817; avers: GEORGIUSIIID:G:BRITANNIAR:REX:F:D:, în exergă, milesimul: 1817; cap laureat spre dreapta; revers: HONI SOIT QUI MAL Y PENSE[1]; Sfântul Gheorghe călare, răpunând balaurul (spre dreapta), gravură de Benedetto Pistrucci.
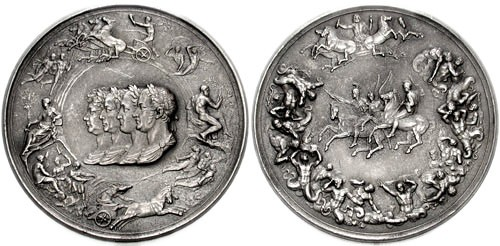
Medalia Waterloo
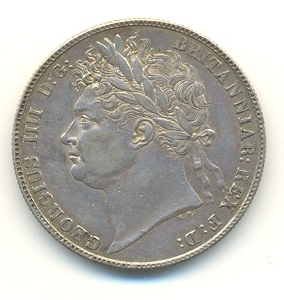
Efigia regelui George al IV-lea gravată de Benedetto Pistrucci pe ½ de coroană, emisă în 1821. Cap laureat spre stânga; circular, GEORGIUS IIII D G BRITANNIAR REX F D (în română George al IV-lea, cu Grația lui Dumnezeu Rege al Britanicilor, apărător al credinței).